# Baldomero Dublé Almeyda

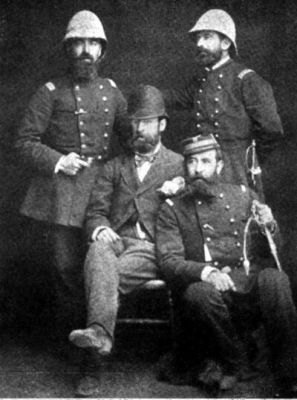
Baldomero y Diego Dublé Almeyda y el comandante Ricardo Santa Cruz Vargas, junto al proveedor del Ejército.

Baldomero Dublé Almeyda (Valparaíso, 28 de febrero de 1843-Santiago, 1 de febrero de 1881) fue un militar chileno de importante trayectoria durante la Guerra del Pacífico que alcanzó en vida el rango de teniente coronel graduado y fue ascendido post mortem a coronel efectivo.
Su nombre es escrito a veces Baldomero Dublé Almeida.

## Familia y estudios
Fue hijo del comerciante Diego Nicasio Doublé Astorga y de Aurora Almeyda Salas, y hermano de Diego Dublé Almeyda. Su padre falleció cuando aún era un niño.
Estudió en el colegio Shelly Miller de Valparaíso, propiedad de su padrastro, Diego Miller Morrison, y en 1857 ingresó a la Escuela Militar del Libertador Bernardo O'Higgins.
Se casó con Teodorinda Urrutia Anguita, hija de Basilio Urrutia. Entre su descendencia se cuenta al poeta Diego Dublé Urrutia.

## Carrera militar
El 13 de enero de 1862 inició sus labores como alférez de artillería. Fue ascendido tres años después al rango de teniente de ingenieros militares y enviado a la provincia de Chiloé, donde aparece en 1868 como padrino de bautismo del futuro historiador local Abraham Silva Molina.
En 1871 viajó a Europa en comisión de servicio, como ayudante de Emilio Sotomayor Baeza, para las compras de material de guerra. A su regreso fue nombrado capitán de ingenieros militares y participó en la Ocupación de la Araucanía.
Al comienzo de la Guerra del Pacífico, el 30 de abril fue nombrado primer ayudante del jefe del estado mayor José Antonio Villagrán Correas. Sucesivamente, se le dieron importantes responsabilidades durante la guerra: fue nombrado delegado de la intendencia del ejército en Antofagasta (5 de mayo de 1879), otra vez miembro del estado mayor (8 de junio de 1879), segundo comandante del cuerpo de ingenieros militares (13 de septiembre de 1879) y como tal participó en el desembarco y combate de Pisagua.
El 20 de enero de 1880, fue nombrado jefe del estado mayor de la cuarta división del ejército del norte, pero, tras solo dos semanas, el 4 de febrero volvió a su puesto en los ingenieros militares. Participó en la expedición a Mollendo y en la batalla de Tacna (como ayudante de Manuel Baquedano).
Durante la fase final de la batalla de Chorrillos, fue herido y trasladado a Santiago, donde falleció a consecuencias de la herida el 1 de febrero de 1881.